# Видеем
Видеем (фр. Widehem) — коммуна во Франции, входит в регион О-де-Франс, департамент Па-де-Кале, округ Монтрёй, кантон Этапль. 

## География
Расположена в 10 км по автодорогам к северо-востоку от города Этапль и в 20 км по автодорогам к северо-западу от города Монтрёй.
Граничит с коммунами Аленген, Нёшатель-Ардело, Данн, Камье, Лефо и Франк.
Имеет компактную застройку. Западную часть коммуны пересекает автодорога A16, в коммуне расположена её зона отдыха и рядом 6 ветрогенераторов.

## История
Впервые упоминается в 838 году в форме Winingahem. Название произошло от немецкого антропонима Wido и окончания -heim, означающего «дом, жилище».
С 1793 по 1801 годы коммуна входила в состав кантона Этапль района Булонь департамента Па-де-Кале.
Затем коммуна входила в состав кантона Этапль округа Монтрёй.
По переписи 1861 года в коммуне проживало 303 человека (160 мужчин, 143 женщины) в 68 домохозяйствах в 68 жилых домах. По числу членов семей было 3 одиночки, 11 домохозяйств из двух членов, 10 — из трёх, 14 — из четырёх, 8 — из пяти членов, 11 — из шести, 11 — из семи и более членов. Все они были французами и католиками.
По переписи 1891 года 363 жителя коммуны (179 мужчин, 184 женщины) распределялись по профессиям так:
- в сельскохозяйственном секторе: 4 собственника, обрабатывающих свои земли, с 9 работниками, 19 членами семьи и 18 слугами, а также 12 арендаторов с 36 работниками с 42 членами семьи и 27 слугами (всего 167 человек);
- в промышленности и ремёслах: 2 работника по металлу, 4 работника по дереву с 15 членами семьи и 14 рабочих по керамике с 75 членами семьи (всего 110 человек);
- в торговле: 8 работников общепита с 11 членами семьи и 1 торговец продуктами питания с 7 членами семьи (всего 27 человек);
- в администрации: 1 государственный служащий с 1 членом семьи и 2 муниципальных служащих с 11 членами семьи (всего 15 человек);
- люди свободных профессий: 1 работник образования с 2 членами семьи (всего 3 человека);
- люди с другими источниками дохода: 1 рантье с 7 членами семьи (всего 8 человек);
- люди с неизвестными профессиями: всего 33 человека.

## Достопримечательности и инфраструктура
- Католическая церковь святого Вульмера[фр.], построенная в конце XV века, с кладбищем и памятником павшим;
- Мэрия и детский сад с 25 воспитанниками[6];
- Зал собраний;
- Новое кладбище.

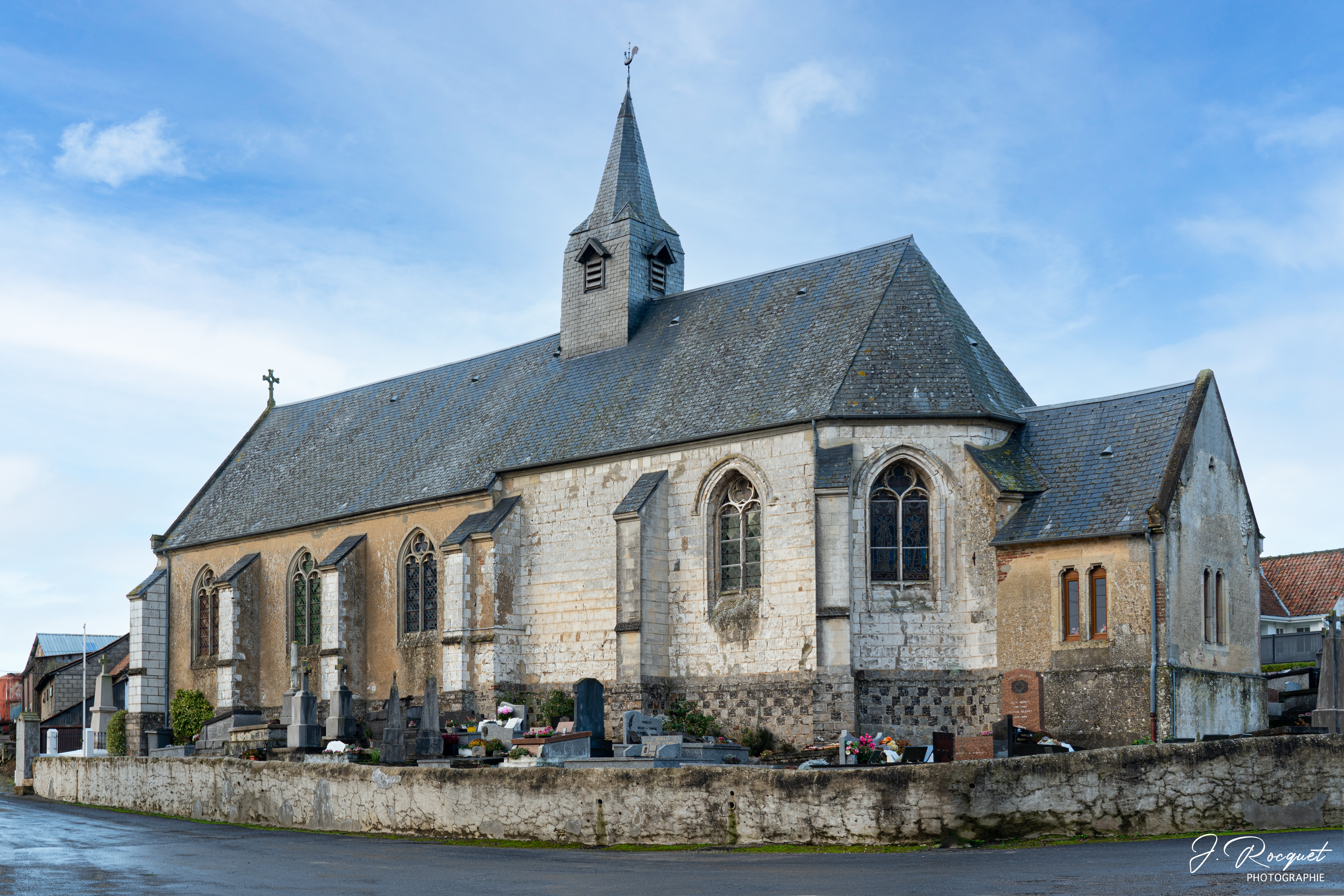
Церковь св. Вульмера.
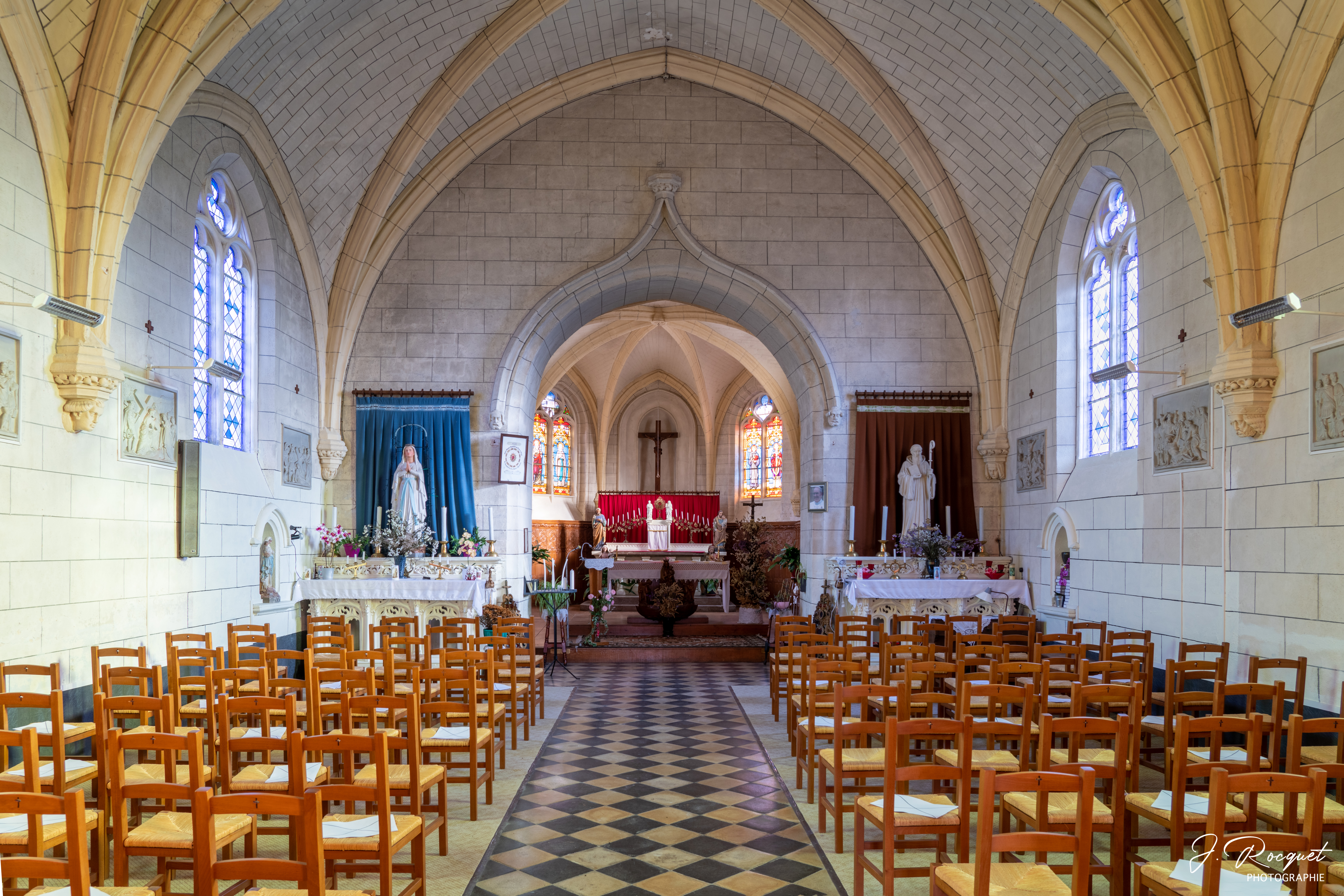
Внутреннее убранство церкви.
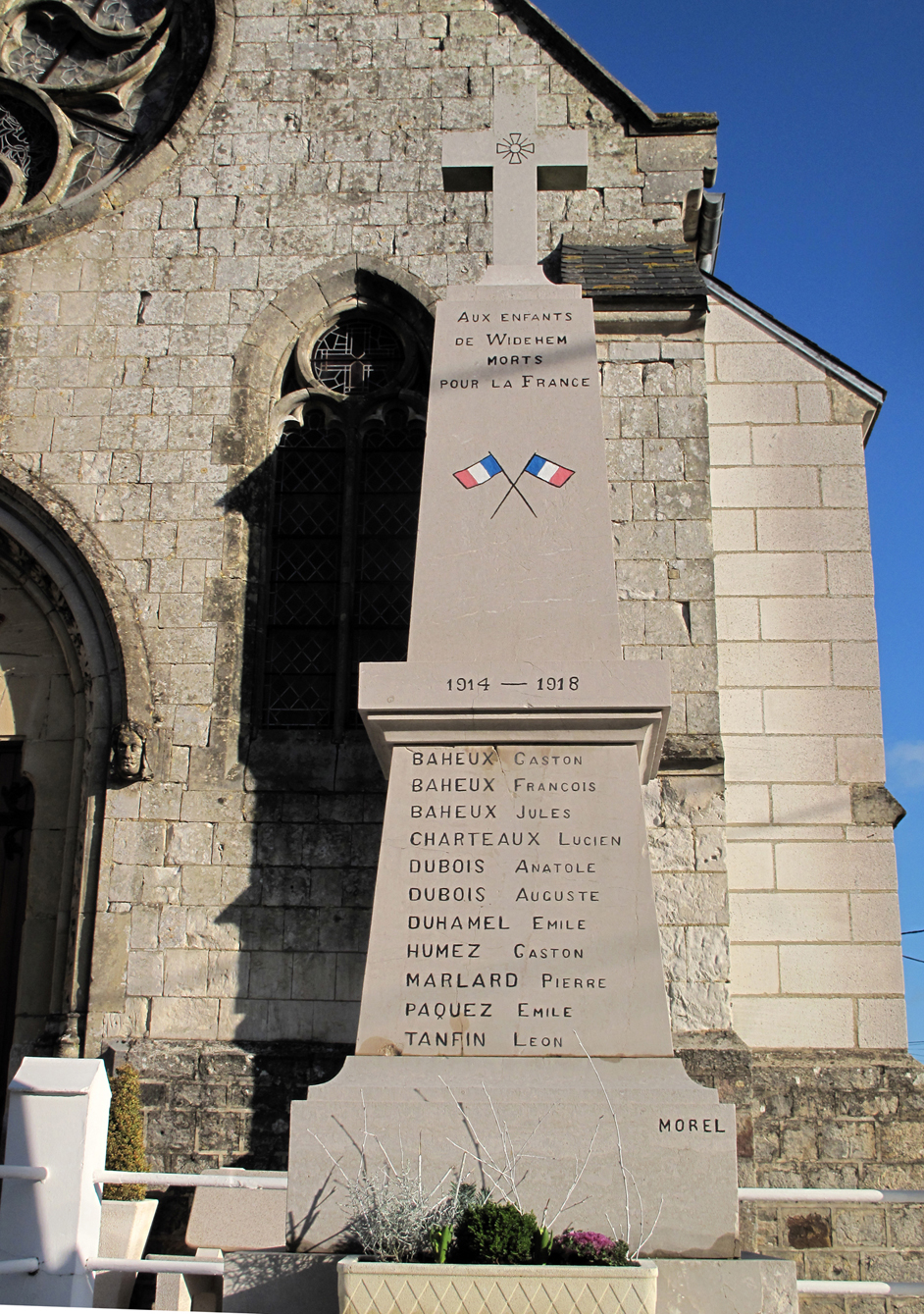
Памятник павшим.

## Экономика[7]
Средний располагаемый доход на единицу потребления в 2021 году составлял 22670 евро. Уровень безработицы в 2019 году — 4,8 % (в 2013 году — 12,2 %, в 2008 году — 6,9 %). Из 168 жителей в возрасте от 15 до 64 лет — 70,2 % работающих, 3,6 % безработных, 5,4 % учащихся, 14,9 % пенсионеров и предпенсионеров и 6,0 % других неактивных.
Из 121 работающего 23 работали в своей коммуне, 98 — в другой. 86,8 % работающих добирались на работу на автомобиле, 5,8 % работали из дома, также 5,8 % шли до работы пешком.
Структура предприятий (всего 25) и рабочих мест (всего 32) в коммуне по состоянию на 31 декабря 2015 года:
- сельское хозяйство — 26,3 %
- промышленность — 21,1 %
- строительство — 14,0 %
- торговля, транспорт и сфера услуг — 21,1 %
  - в том числе торговля и ремонт автомобилей — 3,5 %
- государственные и муниципальные службы — 17,5 %

В этот период в сельском хозяйстве было три микропредприятия в сумме с 7 наёмными работниками и 5 учреждений без наёмных работников. В сфере услуг, торговли и транспорта имелось одно микропредприятие с 4 наёмными работниками и 7 учреждений (из них два — в сфере торговли и ремонта автомобилей) без наёмных работников. В сфере государственных и муниципальных служб было три учреждения в сумме с 6 наёмными работниками и одно учреждение без наёмных работников. Также имелось одно предприятие с 9 наёмными работниками и два учреждения без наёмных работников в промышленности и одно предприятие с 6 наёмными работникам и одно учреждение без наёмных работников в строительстве.
В 2019 году в коммуне работали 54 человека. По состоянию на конец 2021 года, кроме индивидуальных предпринимателей, имелось одно предприятие без наёмных работников и два микропредприятия в сумме с 3 наёмными работниками в сельском хозяйстве, одно предприятие с 8 наёмными работниками в промышленности, одно предприятие без наёмных работников и одно — с 13 наёмными работниками в строительстве, одно предприятие с 18 наёмными работниками и три микропредприятия в сумме с 3 наёмными работниками в сфере услуг, торговли и транспорта (из них ни одного — в сфере торговли и ремонта автомобилей), а также два учреждения в сумме с 4 наёмными работниками в сфере государственных и муниципальных служб. Крупнейшие организации в коммуне — Meca-Cn, занимающееся промышленной механикой (11 работников в 2017 году), а также компания «Transports Maillard», занимающаяся арендой строительной техники.

## Политика
Пост мэра с 2008 года занимает Пьер Лекьен (Pierre Lequien, Экологисты). В муниципальный совет входит 11 депутатов, включая мэра. В 2020 году они были выбраны в два тура из 22 кандидатов.

## Демография[7]
| Год  | Численность | Численность |
| ---- | ----------- | ----------- |
| 1793 | 341         | [ 14 ]      |
| 1800 | 341         | [ 14 ]      |
| 1806 | 360         | [ 14 ]      |
| 1821 | 341         | [ 14 ]      |
| 1831 | 349         | [ 14 ]      |
| 1836 | 360         | [ 14 ]      |
| 1841 | 347         | [ 14 ]      |
| 1846 | 351         | [ 14 ]      |
| 1851 | 355         | [ 14 ]      |
| 1856 | 308         | [ 14 ]      |
| 1861 | 303         | [ 14 ]      |
| 1866 | 283         | [ 14 ]      |
| 1872 | 325         | [ 14 ]      |
| 1876 | 329         | [ 14 ]      |
| 1881 | 364         | [ 14 ]      |
| 1886 | 373         | [ 14 ]      |
| 1891 | 365         | [ 14 ]      |
| 1896 | 315         | [ 14 ]      |
| 1901 | 331         | [ 14 ]      |
| 1906 | 316         | [ 14 ]      |
| 1911 | 302         | [ 14 ]      |
| 1921 | 282         | [ 14 ]      |
| 1926 | 309         | [ 14 ]      |
| 1931 | 293         | [ 14 ]      |
| 1936 | 280         | [ 14 ]      |
| 1946 | 245         | [ 14 ]      |
| 1954 | 248         | [ 14 ]      |
| 1962 | 248         | [ 14 ]      |
| 1968 | 232         | [ 14 ]      |
| 1975 | 195         | [ 14 ]      |
| 1982 | 175         | [ 14 ]      |
| 1990 | 229         | [ 14 ]      |
| 1999 | 249         | [ 14 ]      |
| 2006 | 254         | [ 15 ]      |
| 2007 | 259         | [ 16 ]      |
| 2008 | 264         | [ 17 ]      |
| 2009 | 269         | [ 18 ]      |
| 2010 | 267         | [ 19 ]      |
| 2011 | 269         | [ 20 ]      |
| 2012 | 261         | [ 21 ]      |
| 2013 | 252         |             |
| 2014 | 243         | [ 22 ]      |
| 2015 | 243         | [ 23 ]      |
| 2016 | 247         | [ 24 ]      |
| 2017 | 244         | [ 25 ]      |
| 2018 | 244         | [ 26 ]      |
| 2019 | 243         | [ 27 ]      |
| 2020 | 245         | [ 28 ]      |
| 2021 | 247         | [ 29 ]      |
| 2022 | 247         | [ 30 ]      |

По переписи 2019 года в коммуне проживало 243 человека (128 мужчин и 115 женщин), 54,0 % из 198 человек в возрасте от 15 лет состояли в браке, 18,7 % никогда не состояли в браке или сожительстве.
| Мужчин | Возраст | Женщин |
| ------ | ------- | ------ |
| 0      | 90+     | 3      |
| 4      | 75—89   | 8      |
| 23     | 60—74   | 16     |
| 27     | 45—59   | 34     |
| 21     | 30—44   | 21     |
| 23     | 15—29   | 18     |
| 30     | 0—14    | 15     |

С 2013 по 2019 год средняя ежегодная убыль населения составляла 0,6 % (естественный прирост — 0,8 %, миграционная убыль — 1,4 %). Средний уровень рождаемости составлял 14,1 ‰, а уровень смертности — 6,0 ‰.
В коммуне было 116 частных домов, из них 96 основных (первых) домов, 19 запасных и 1 пустующий. На каждый основной дом приходилось в среднем 2,53 человека.
Из 96 первых домов 78 находились в собственности, 17 арендовались (в том числе 7 как HLM) и ещё в одном жители проживали бесплатно.
Из первых домов 21 был построен до 1919 года, 6 были построены между 1919 и 1945 годами, 12 — между 1946 и 1970 годами, 26 — между 1971 и 1990 годами, 19 — между 1991 и 2005 годами, 8 между 2006 и 2015 годами и 4 — после 2015 года. Среднее количество комнат в первых домах — 4,8. 39 первых домов имели отопление, в том числе 15 — электрическое.
Из 96 домохозяйств 90 имели автомобили, в том числе 35 — один автомобиль, 55 — два или более автомобиля.
Количество учащихся составляло 42 человека. Из 187 закончивших обучение 26,2 % не имели образования или окончили начальную школу, 4,8 % окончили коллеж, 28,3 % имели среднее или среднее профессиональное образование, 19,8 % окончили лицей и 20,9 % имели высшее или незаконченное высшее образование.